# La Cage (Thorgal)
Pour les articles homonymes, voir Cage (homonymie).
La Cage est le vingt-troisième tome de la série de bande dessinée Thorgal, dont le scénario a été écrit par Jean Van Hamme et les dessins réalisés par Grzegorz Rosiński.

## Synopsis
Thorgal a échappé à l'emprise de Kriss de Valnor et a retrouvé ses souvenirs. De retour sur son île, il manque d'y croiser Aaricia et Jolan partis chercher une aide pour le récupérer. Il ne tombe que sur Louve et leurs amis, qui ne le connaissent pas. Aussi ces derniers l'enferment-ils dans une cage en attendant le tour de Aaricia qui seule pourra juger s'il est bien celui qu'il prétend.
Mais c'est compter sans la rancune d'Aaricia, qui à son retour et malgré les affirmations de Jolan, n'est pas prête à pardonner à Thorgal son infidélité et sa longue absence. Feignant de ne pas le reconnaître, elle maintient donc Thorgal dans sa cage, dont il ne pourra sortir que lorsqu'il aura prouvé qu'il est bel et bien de retour.

## Publication
- Le Lombard, novembre 1997  (ISBN 2-8036-1275-5)
- Le Lombard, 2012,  (ISBN 978-2-8036-1275-8)